# Гредінг
Гредінг (нім. Greding) — місто в Німеччині, розташоване в землі Баварія. Підпорядковується адміністративному округу Середня Франконія. Входить до складу району Рот.
Площа — 103,80 км2. Населення становить 7135 ос. (станом на 31 грудня 2020).